# Гекатей (тиран Кардии)
Гекатей (др.-греч. Ἑκαταῖος) — тиран Кардии во второй половине IV века до н. э., приближенный Александра Македонского и Анипатра.
Гекатей был родом из Кардии. Он стал тираном родного полиса — возможно, при поддержке Антипатра . Точное время правления Гекатея неизвестно, но, по предположению Э. Ансона, ссылающегося на письма Филиппа II Македонского и Демосфена, оно началось после 346 года до н. э. (но до 338-го). По мнению Дж. Хорнблауэр, Гекатей захватил власть «в период неуверенности после убийства Филиппа». В 342 году до н. э. сторонниками Гекатея был убит отец другого уроженца Кардии Эвмена, являвшегося, по словам Плутарха, гостеприимцем Филиппа II. Сам Эвмен был вынужден покинуть родной город и впоследствии сохранял к Гекатею негативное отношение, требуя лишить его власти.
Гекатей был одним из гетайров Александра Македонского и его приближённым, хотя Г. Берве посчитал, что речь в данном случае идёт о его тезке. После осуждения Аттала молодой македонский царь в 335 году до н. э. (по другим данным — в конце 336 года до н. э. или в начале 334 года до н. э.) направил Гекатея с сильным отрядом в Малую Азию с приказом арестовать и привезти Аттала в Македонию, либо — при невозможности этого — убить. При содействии Пармениона Аттал, хотя и являлся его затем, был тайно казнён. По замечанию авторов словаря Смита, так как Гекатей не упоминается источниками во время Восточного похода Александра, то, видимо, он не сопровождал его в Азию.
После смерти Александра Македонского в 323 году до н. э. и восстания греков осажденный в Ламии Анипатр направил Гекатея к Леоннату с просьбой о помощи. Гекатей смог убедить Леонната отступить от ранее отданного приказа другого регента Пердикки о вторжении в Каппадокию и переправиться с армией в Европу. Однако Эвмен, враждующий с Антипатром и Гекатеем, тайно ночью покинул лагерь Леонната и направился к Пердикке.